# 栉齿黄鹌菜
栉齿黄鹌菜（学名：Youngia wilsoni）为菊科黄鹌菜属下的一个种。

## 扩展阅读
- 維基物種上的相關：栉齿黄鹌菜